# آسيا آل الشيخ
آسيا آل الشيخ هي أوّل خبيرة سعودية متخصصة في المسؤولية الاجتماعية للشركات. هي المؤسسة والرئيس التنفيذي لشركة «تمكين» للحلول المستدامة في السعودية. وُلدت آسيا آل الشيخ في 6 شباط / فبراير في الرياض. والدها مدير عام الأمن العام الاسبق الفريق عبد الله بن عبد الرحمن آل الشيخ، ووالدتها نورا حسن آل الشيخ. لها خمس شقيقات وشقيق واحد وهي أم لإبنة وحيدة (علياء).
عُيِّنت في العام 2008 مستشارة غير متفرّغة في مجلس الشورى واستمرت بممارسة مهماتها حتى اليوم. تتولّى حاليا نيابة رئاسة «اللجنة الوطنية للمكاتب الاستشارية» في مجلس الغرف التجارية السعودية، وتشارك في عضوية لجنة المكاتب الاستشارية في الغرفة التجارية في جدة.
لها خبرة 24 عاماً من العمل الاجتماعي والتنموي، عملت خلالها مع جمعيات أهلية ومؤسسات غير حكومية مختلفة في المملكة العربية السعودية.
كما تضطلع بدور محوري في المشروع الوطني للمسؤولية الاجتماعية للشركات، الذي أطلقه مجلس الغرف السعودية بشراكة مع وزارة التجارة والصناعة. يهدف هذا المشروع إلى وضع إطار وطني للمسؤولية الاجتماعية للشركات في المملكة العربية السعودية. وقد حازت آسيا آل الشيخ على شهادة معتمدة من البنك الدولي كخبيرة في المسؤولية الاجتماعية للشركات والتنافسية.

## الشهادات العلمية
تابعت علومها العليا في الإدارة والسياسات العامة في جامعة ماساشيوست، امهرست الاميركية (2002 – 2004)،
حاصلة على إجازة بكالوريس في الأدب الإنجليزي من جامعة الملك سعود (1984 1988).
أتمت دراستها الثانوية في «مدارس الأبناء الرياض – المملكة السعودية».

## الحياة المهنية
- مؤسس ورئيس تنفيذي لشركة "تمكين" العالمية لإدارة مشاريع التنمية. وهي أوّل شركة متخصصة في مجال المسؤولية الاجتماعية للشركاتواستدامة الشركات في المملكة العربية السعودية. تعمل الشركة مع القطاعين العام والخاص لتقديم استشارات، تهيئة كفاءات، وتقديم برامج مستدامة للمسؤولية الاجتماعية للشركات.
- مستشارة غير متفرّغة لـمجلس الشورى السعودي منذ 2009.
- نائب رئيس اللجنة الوطنية للمكاتب الاستشارية في مجلس الغرف السعودية منذ 2012.
- عضو لجنة المكاتب الاستشارية في غرفة جدة منذ 2011.
- كاتبة متخصصة بالاستدامة في صحيفة عكاظ.[4]
- رئيس مبادرة استدامة الشركات السعودية (مع مجلس الغرف التجارية).
- عضو لجنة تحكيم في جائزة «سيمنز» للابداع 2012 – 2013.
- قامت بإدارة جلسة التدريب المهني في منتدى الرياض الاقتصادي 2011.
- أوّل شريك سعودي للمبادرة العالمية للإفصاح (GRI) منذ 2010.
- شاركت في الحوار الوطني (2008) ودعت إلى إطلاق مؤشر وطني للمسؤولية الاجتماعية للشركات.
- اطلقت أوّل دراسة للمسؤولية الاجتماعية في المملكة العربية السعودية مع أبرز 100 شركة في المملكة، بالتعاون مع المعهد الدولي للاقتصاد البيئي والصناعي في جامعة لند – السويد 2006.
- أعدّت وشاركت في جلسة المسؤولية الاجتماعية للشركات في منتدى جدّة الاقتصادي 2007.
- أعدّت وأطلقت مبادرة لترشيد استهلاك المياه في القطاع الصناعي في منتدى الطاقة والمياة بدعم من وزارة المياه والكهرباء كمثال عن الشراكات المحورية للتنمية 2007.
- تم اختيارها كشريك محلي في المؤشر السعودي للتنافسية المسؤولة، الذي أطلق أوّل تقرير له خلال منتدى التنافسية الدولي في كانون الثاني/ يناير 2009.
- جرى اختيارها لتكون أوّل ممثلة للمملكة السعودية في منظمة العمل العربية، القاهرة 2002 – 2004.

## الدورات العلمية والتدريبية
شاركت آسيا آل الشيخ في العديد من المؤتمرات الدورات التدريبية العربية والدولية، منها:
- دفع عجلة التطوير (ADP 52) في مدرسة لندن للأعمال عام 2004 لمدة خمسة أسابيع.
- برنامج الحوكمة في العالم العربي (برنامج الأمم المتحدة للتطوير الإنمائي) في بيروت عام 2003 ولمدة عشرة أسابيع.
- كما كانت من ضمن القياديات العشرين (الأميركيات والسعوديات) اللواتي شاركن في برنامج «معهد السيدات القياديات العالمي» الذي أقيم لأوّل مرة في جامعة الملك عبد الله للعلوم والتقنية (2010).
- شاركت في مؤتمر «المبادرة العالمية للإفصاح» في أمستردام 2010.
- شاركت في أعمال جمعية التعليم المؤسساتي الخليجية عن (Gulfsol) في موضوع متطلبات البترول الاقتصادية والبحث عن حلول جذرية إقليمية (العين، الإمارات العربية المتحدة 2006).
- مؤتمر التعليم المبكر من أجل مجتمع واقتصاد متطور ومؤسس (مؤتمر تعليم الأم والطفل) في إسطنبول 2006.
- القمة العالمية البيئية الجديدة للبيئة والسلام لحياة أفضل في ديسمبر في دبي الإمارات العربية المتحدة 2006.
- ورشة عمل مجموعة «اللأغرّ»: تحويل مجتمع المملكة العربية السعودية إلى مجتمع معرفي خلال 10 سنوات، في جدّة 2006.
- المنتدى العالمي الخامس لـ«اتّحاد المدن ضد الفقر»، ضمن برنامج الأمم المتحدة للتطوير في فالانسيا – إسبانيا، 2006.
- مؤتمر المرأة والأهداف التنموية الألفية (UNDP)، الرياض 2005.
- ورشة عمل الأهداف التنموية الألفية من البنك الدولي، بيروت 2003.
- برنامج «حماية الفرد في عالم العولمة»، نظّمته الكلية العالمية للدراسات المتقدمة في جامعة جون هوبكنز، تشرين الثاني / نوفمبر 2003 .

## مواقف واراء
تعتبر آسيا آل الشيخ أنّه وفي خضمّ الأزمة المالية والاقتصادية الحالية، تواجه الشركات والمؤسسات تحديات جمّة في الإيفاء بتطلعات وتوقعات المساهمين. وفي وقت لم يعد الإعلان عبر الوسائل التقليدية هو الخيار الأوحد لإيصال المعلومة إلى عموم الجمهور، لجأت الشركات إلى وسائل أكثر فاعلية لتعكس نهجها في المسؤولية الاجتماعية والتنمية المستدامة.
وتقول إنّ العالم اليوم يتفحص بعناية الإستراتيجيات الملائمة الهادفة إلى تشجيع وتعزيز مفهوم المسؤولية الاجتماعية ضمن الشركة كمنظومة واحدة، والسبب هو، برأيها، انبثاق حاجة ملحّة إلى مصرفية مسؤولة وأسواق مالية مسؤولة وشركات مسؤولة وتنفيذيين يدركون حجم المسؤولية الملقاة على عاتقهم جنباً إلى جنب مع وجود حاجة ماسّة إلى برامج مسؤولية اجتماعية إستراتيجية في أيّ شركة، بصرف النظر عن نشاطها وتوجهاتها. ومن المفترض أن تتواجد هذه المسؤولية في نوى الخلايا المؤلفة لهيكل كل شركة ومؤسسة، من تلك التي تفتتح حديثا، وأن تدخل في تركيبة هيكليتها، بعد إعادة هيكلتها لتكون مسؤولة اجتماعيا.